# Flatormenis albipennis
Flatormenis albipennis är en insektsart som först beskrevs av Van Duzee 1907.  Flatormenis albipennis ingår i släktet Flatormenis och familjen Flatidae. Inga underarter finns listade i Catalogue of Life.